# Typhlocyba crassa
Typhlocyba crassa är en insektsart som beskrevs av Delong och Johnson 1936. Typhlocyba crassa ingår i släktet Typhlocyba och familjen dvärgstritar. Inga underarter finns listade i Catalogue of Life.